# Aglyptodactylus madagascariensis
Aglyptodactylus madagascariensis is een kikker uit de familie gouden kikkers (Mantellidae). De soort werd voor het eerst wetenschappelijk beschreven door Duméril in 1853. De soort behoort tot het geslacht Aglyptodactylus.

## Leefgebied

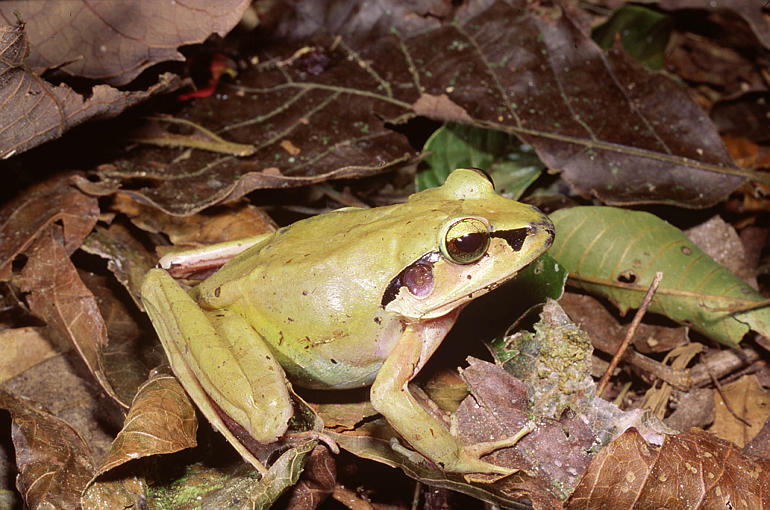
A. madagascariensis in zijn natuurlijke habitat

De kikker komt voor in Afrika en is endemisch in Madagaskar. De soort komt voor in het noorden en oosten van het eiland en leeft op een hoogte tot ongeveer 2000 meter boven zeeniveau.

## Uiterlijke kenmerken
Mannetjes hebben een lengte van 40 tot 45 millimeter en vrouwtjes worden tot de 92 millimeter lang. De rug varieert van lichtbruin tot grijsgeel, soms met lijnen of vlekken. De buikzijde heeft een gele kleur. De binnenzijde van de poten zijn zwart en de poten zijn gedeeltelijk oranje of donkerbruin. Tijdens het broedseizoen krijgen de mannetjes een gele kleur.

## Synoniemen
- Hylarana madagascariensis (Duméril, 1853)
- Limnodytes madagascariensis Duméril, 1853
- Mantidactylus madagascariensis (Duméril, 1853)
- Mantidactylus purpureus Ahl, 1929
- Rana inguinalis Günther, 1877
- Rana madagascariensis (Duméril, 1853)